# Дімітріос Мастровасіліс
Дімітріос Мастровасіліс (грец. Δημήτριος Μαστροβασίλης; нар. 12 червня 1983) – грецький шахіст, гросмейстер від 2003 року.

## Шахова кар'єра
У 1992-2003 роках був постійним представником Греції на чемпіонатах світу і Європи серед юніорів у всіх вікових категоріях (загалом 25 турнірів), двічі здобувши срібні медалі ЧЄ: 1993 року (Сомбатгей, до 10 років) і 2000 року (Каллітея, до 18 років). 2004 року кваліфікувався на чемпіонат світу ФІДЕ, який проходив за олімпійською системою, однак там у 1-му програв Костянтинові Сакаєву і вибув з подальшої боротьби.
Неодноразово представляв Грецію на командних змаганнях, зокрема:
- шість разів на шахових олімпіадах (2000, 2004, 2006, 2008, 2010, 2012)[2],
- на командному чемпіонаті світу (2010)[3],
- п'ять разів на командних чемпіонатах Європи (2005, 2007, 2009, 2011, 2013)[4].

Зі стартів у фіналах чемпіонатів Греції до найуспішніших може віднести результати у роках 2003 (поділив 1-ше місце разом з Хрістосом Банікасом і Стеліосом Халкіасом) та 2005 (поділив 2-ге місце позаду Хрістоса Банікаса, разом зі своїм братом, Атанасіосом). 
На міжнародній арені успіхів досягнув, зокрема, в таких містах, як:
- Кавала – неодноразово (зокрема, 2000, посів 2-ге місце позаду Атанасіоса Мастровасіліоса і 2004, поділив 1-місце разом з Васіліосом Котроніасом, Мілошем Перуновичем і Тамазом Гелашвілі),
- Новий Сад (2002, посів 1-ше місце),
- Топола (2004, поділив 1-місце разом з Кірілом Георгієвим),
- Салоніки (2004, посів 2-ге місце позаду Володимира Бєлова),
- Афіни – тричі на турнірах Акрополіс Інтернешнл (2004, поділив 1-місце разом з Атанасіосом Мастровасіліосом, Ангелосом Вулдісом і Васіліосом Котроніасом, а також поділив 2-ге місце 2005 року, позаду Вугара Гашимова, разом із, зокрема, Борисом Аврухом, Ернесто Інаркієвим і Звіадом Ізорією і 2007, позаду Іллі Сміріна, разом із, зокрема, Дмитром Свєтушкіним, Вадимом Малахатьком і Кірілом Георгієвим),
- Гронінген (2007, поділив 1-місце разом з Ахмедом Адлі, Стеліосом Халкіасом, Сіпке Ернстом і Давітом Лобжанідзе).

Найвищий рейтинг Ело в кар'єрі мав станом на 1 січня 2012 року, досягнувши 2631 очок займав тоді 1-ше місце серед грецьких шахістів.

## Зміни рейтингу
| На цьому місці має відображатися графік чи діаграма, однак з технічних причин його відображення наразі вимкнено. Будь ласка, не видаляйте код, який викликає це повідомлення. Розробники вже працюють для того, щоби відновити штатне функціонування цього графіка або діаграми. | |
| | На цьому місці має відображатися графік чи діаграма, однак з технічних причин його відображення наразі вимкнено. Будь ласка, не видаляйте код, який викликає це повідомлення. Розробники вже працюють для того, щоби відновити штатне функціонування цього графіка або діаграми. |